# Many (mitologia)

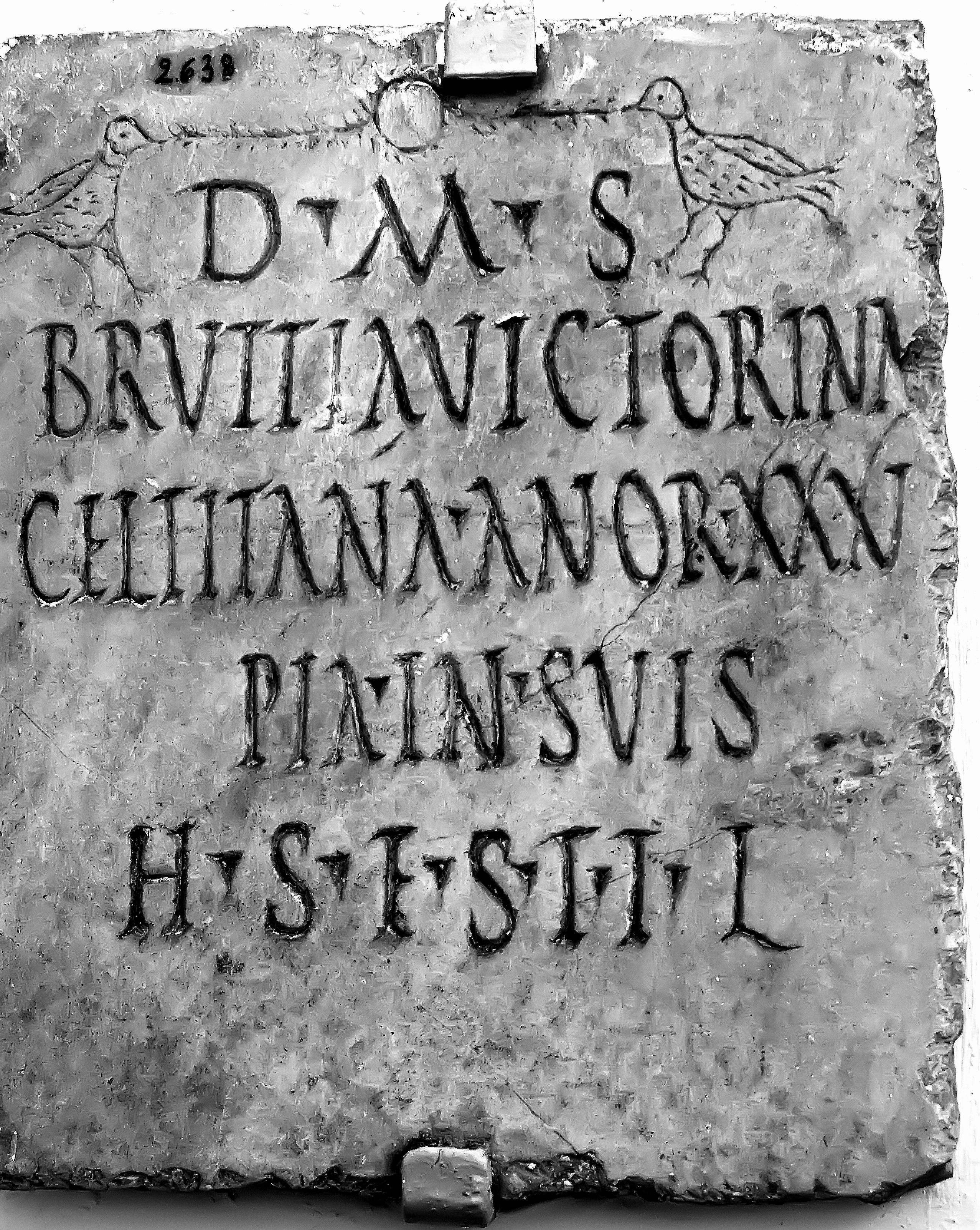
Nagrobek z Hiszpanii odwołujący się do Dis Manibus sacrum

Many – w wierzeniach Rzymian duchy zmarłych przodków będące bóstwami opiekuńczymi domu.
Były personifikacją „dobrych” dusz zmarłych członków rodziny. Nazwa ich powstała w wyniku przeciwstawienia, określającego je jako „dobrotliwe” (manes) dla odwrócenia ich niełaski a zjednania przychylności. Wywodzone niekiedy od Matki Manów, należały do opiekuńczych geniuszów rzymskiego domostwa i jako takie odbierały również cześć podczas Compitaliów związanych z kultem larów. Rzymianie później nazywali tak jedynie dusze ubóstwionych zmarłych (di manes – dobre bóstwa) jako mieszkańców świata podziemnego (Orkusu). Wymieniono je już w Prawie dwunastu tablic z V wieku p.n.e. Nie mają odpowiednika w wierzeniach Greków.  
Poza składaniem im przez rodzinę bezkrwawych ofiar we własnym domu, czczono je w ustanowionym kulcie publicznym. Do głównych świąt należały Parentalia, odbywające się corocznie w dniach 18-21 lutego i według tradycji wprowadzone przez Eneasza dla uczczenia jego ojca Anchizesa. Jako bóstwom podziemnym oddawano im cześć przy nakrytych kamieniem zagłębieniach w ziemi zwanych mundus (m.in. na Palatynie), symbolizujących zejścia do świata podziemnego, odsłanianych wówczas, gdy składano im ofiary z wody, wina i mleka.
Ostatnim dniem tych obchodów były Feralia, kiedy na groby zmarłych przynoszono wino, miód, mleko i kwiaty – porównywalne ze słowiańskimi Dziadami. Innym ważnym świętem były Rosaria, gdy rodzinne groby przystrajano kwiatami (różami lub fiołkami).
Dla Rzymian wyrażenie „odejść do manów” w przenośni oznaczało „umrzeć”. W inskrypcjach nagrobkowych zwyczajowo umieszczano na wstępie skrót D•M (Dis Manibus) lub D•M•S (Dis Manibus sacrum), oznaczający poświęcenie zmarłego i jego pochówku bóstwom podziemnym. Formułę tę zachowują nawet wczesne inskrypcje chrześcijańskie z drugiej połowy III wieku.
Wskutek związków ze światem pozagrobowym obawiano się ich gniewu: przypadkowe zaniedbanie obchodów Feraliów podczas wojny miało poskutkować pojawieniem się na ulicach tłumów wychodzących z grobów i błąkających dusz oraz pomorem, co ustało dopiero po dopełnieniu obrzędów. Natomiast dla zyskania ich przychylności wystarczyło wymienić ich imię nawet jako przygodne pochlebstwo.